# Porcellio incanus
Porcellio incanus är en kräftdjursart som beskrevs av Gustav Budde-Lund 1879. Porcellio incanus ingår i släktet Porcellio och familjen Porcellionidae.

## Underarter
Arten delas in i följande underarter:
- P. i. baeticensis
- P. i. incanus